# Монтанино (Фиренца)
Монтанино је насеље у Италији у округу Фиренца, региону Тоскана.
Према процени из 2011. у насељу је живело 348 становника. Насеље се налази на надморској висини од 141 м.